# René Sydow

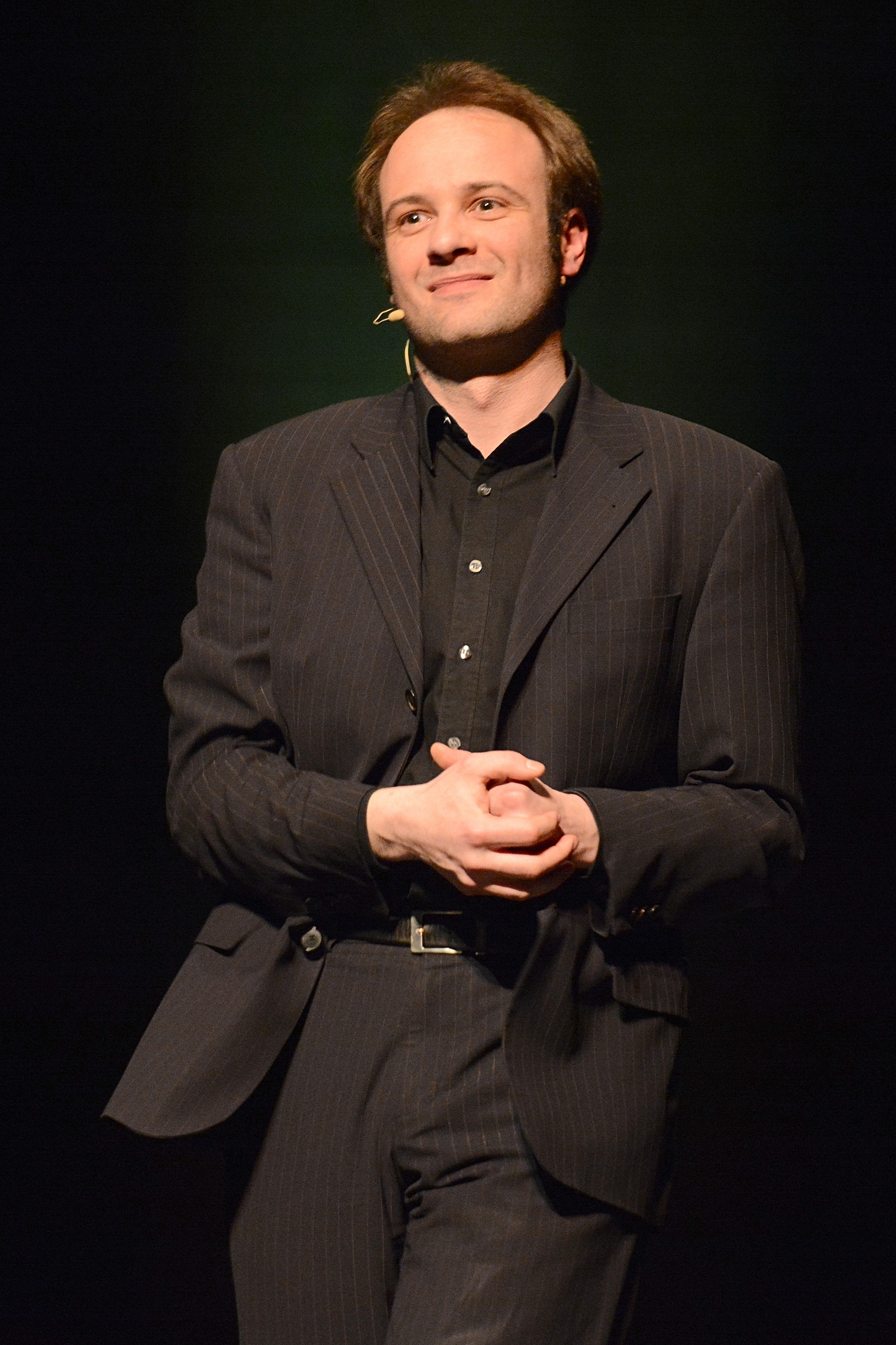
René Sydow bei einer Vorrundenvorstellung von Das Schwarze Schaf 2014 in Wesel

René Sydow (* 10. April 1980 in Radolfzell am Bodensee) ist ein deutscher Schriftsteller, Kabarettist, Schauspieler und Regisseur.

## Leben und Werk
Sydow wuchs auf der Bodensee-Halbinsel Höri auf. Ab 1996 spielte und inszenierte er bei freien Theatergruppen im Landkreis Konstanz. Es folgten u. a. zwei Solo-Kabarettprogramme und der Chanson-Abend Ein Musikalisches Abenteuer mit Liedern des Berliner Chansonniers Klaus Hoffmann. Nach dem Abitur am Ambrosius-Blarer-Gymnasium Gaienhofen arbeitete Sydow zunächst als Schauspieler, Regie- und Dramaturgieassistent am Staatstheater Stuttgart und am Studio Theater Stuttgart. Von 2001 bis 2005 studierte er an der Werbe- und Medienakademie Marquardt WAM in Dortmund. Er spielte in dieser Zeit in über einem Dutzend Kurzfilmen und errang mit seinen ersten Regiearbeiten, darunter Lavinia Wilson und Kampfabsage, auf internationalen Festivals Preise. Ebenso begann ab 2001 die künstlerische Zusammenarbeit mit dem Autor und Regisseur Daniel Hedfeld.
2005 schloss Sydow sein Studium als Dipl.-Film- und Fernsehwirt ab. Sein Abschlussfilm Unter Wölfen war der erste abendfüllende Spielfilm der Akademie und markierte den Einstand für das Autoren- und Regieduo Hedfeld/Sydow im professionellen Filmgeschäft. Aus der Zusammenarbeit mit Daniel Hedfeld gingen weiterhin die Spielfilme Lamento und Das geheime Zimmer hervor. Lamento wurde von der Kritik gelobt und für Nachwuchspreise auf Filmfestivals nominiert.
Als Schauspieler ist Sydow sowohl im Theater als auch im Fernsehen zu sehen. Dabei ist er in Boulevardstücken und Comedy sowie in Charakterrollen zu sehen.
Daneben unterrichtet er an privaten Filmakademien in den Fächern Filmgeschichte, Schauspielführung/Regie und literarisches kreatives Schreiben und hält Gastvorträge an Universitäten.
Als Autor und Kabarettist ist René Sydow seit 2012 auf Bühnen im gesamten deutschsprachigen Raum unterwegs. Im November 2012 errang er bei den deutschsprachigen Meisterschaften im Poetry-Slam in Mannheim/Heidelberg den dritten Platz. 2013 wurde er in Essen beim NRW-Slam Vizemeister und 2018 in Lüdenscheid NRW-Slam-Landesmeister.
Im Herbst 2012 erschien sein erster Roman Der Reiher, im September 2013 seine Textsammlung Deutsche Wortarbeit, in der er nebst Lyrik und Prosa auch erstmals kabarettistische Texte veröffentlichte, die zu seinem mehrfach ausgezeichneten Solo-Programm Gedanken! Los! führten. Es folgten die ebenso preisgekrönten Programme Warnung vor dem Munde! und Die Bürde des weisen Mannes. Nach wenigen Auftritten musste die Tournee seines vierten Programmes Heimsuchung wegen der Corona-Pandemie abgebrochen werden.
Seit 2023 spielt er sein Programm In ganzen Sätzen, mit dem er sprachanalytisch Themen wie Political Correctness, Gendern und politische Rede zergliedert. Für dieses Programm erhielt er 2024 den Hauptpreis des Kleinkunstpreis Baden-Württemberg. 2025 erschien sein Roman Die große Sehnsucht im Lübbe-Verlag. 

## Stilistik
Sydow verbindet klassische politische Satire mit literarischen Texten. In seinen Titeln und Inhalten verarbeitet er Zitate aus Philosophie, Literatur und Filmgeschichte.
Die Intellektualität, verbunden mit seiner starken Bühnenpräsenz, machen ihn laut Kritiker zu einem „der Großen des politischen Kabaretts“ mit „einer an Schonungslosigkeit nur mit Georg Schramm vergleichbaren brachialen Wortgewalt“.

## Privatleben
Seit Ende 2014 ist Sydow mit der Musikerin Fee Badenius verheiratet.

## Werke (Auswahl)

### Filme
- 2002: Lavinia Wilson (Kurzfilm) – Buch, Regie, Schnitt, Musik
- 2005: Kampfabsage (Kurzfilm) – Buch, Regie, Schnitt, Musik
- 2005: Unter Wölfen – Buch, Regie, Schnitt, Musik
- 2007: Lamento – Buch, Regie, Schnitt, Musik
- 2010: Das geheime Zimmer – Buch, Regie, Schnitt

### Fernsehen (Schauspieler / Kabarettist)
- 2009: 4 Singles
- 2011: MEK 8 Elite Squad (Staffel 1, Folge 11: Gegen Gewalt)
- 2013: Pastewka

sowie Auftritte als Kabarettist in Spätschicht – Die Comedy Bühne, Vereinsheim Schwabing, Die Anstalt u. a.

### Kabarettprogramme
- 2014: Gedanken! Los!
- 2016: Warnung vor dem Munde!
- 2018: Die Bürde des weisen Mannes
- 2020: Heimsuchung
- 2022: Bis auf Heiteres (Programm für die Magdeburger Zwickmühle)
- 2023: In ganzen Sätzen

## Auszeichnungen
- 2003: Lobende Erwähnung beim up-and-coming-Filmfestival Hannover für Lavinia Wilson
- 2003: Querdenkerpreis bei Blicke aus dem Ruhrgebiet, Bochum für Lavinia Wilson
- 2004: 3. Platz beim Deutschen Jugendvideopreis Young Media, Dresden für Lavinia Wilson
- 2006: 2. Platz beim Festival im Stadthafen, Rostock für Kampfabsage
- 2006: FANTEX-Sonderpreis beim Deutschen Film- und Videofestival, Aachen für Kampfabsage
- 2012: 14+-Award for Best International Youth Film, Lola Kenya Screen Film Festival, Nairobi für Das geheime Zimmer
- 2013: NRW Vize-Landesmeister im Poetry Slam
- 2014: Goldener Rostocker Koggenzieher, Jurypreis und Publikumspreis für Gedanken! Los!
- 2014: Silberner Stuttgarter Besen für Gedanken! Los!
- 2014: Goldener Rottweiler für Gedanken! Los!
- 2014: Dresdner Satire-Preis für Gedanken! Los!
- 2014: Tuttlinger Krähe in Silber für Gedanken! Los!
- 2014: Das Schwarze Schaf in Silber für Gedanken! Los!
- 2014: Die Goldene Weißwurscht für Gedanken! Los!
- 2014: St. Ingberter Pfanne (Jurypreis) für Gedanken! Los!
- 2014: Paderborner Einohr in Silber für Gedanken! Los!
- 2015: Kleinkunstpreis Baden-Württemberg, Förderpreis
- 2016: Reinheimer Satirelöwe, Jurypreis und Publikumspreis für Warnung vor dem Munde!
- 2016: Deutscher Kabarettpreis, Förderpreis
- 2017: Prix du Cabaret – Silberne Möwe für Warnung vor dem Munde!
- 2017: Hessischer Kabarettpreis (Publikumspreis) für Warnung vor dem Munde!
- 2017: Tegtmeiers Erben, Publikumspreis für Die Bürde des weisen Mannes
- 2018: Klagenfurter Herkules, Jurypreis und Publikumspreis für Die Bürde des weisen
- 2018: NRW Landesmeister im Poetry Slam
- 2019: Goldener Muhaggl für Die Bürde des weisen Mannes
- 2023: 2. Platz beim Siegtaler Wackes für In ganzen Sätzen
- 2024: Kleinkunstpreis Baden-Württemberg, Hauptpreis für In ganzen Sätzen[5]